# Paul Kemp – Alles kein Problem
Paul Kemp – Alles kein Problem ist eine österreichische Familienserie, die in Zusammenarbeit mit ORF und SWR entstand und im ORF 2 sowie im Ersten ausgestrahlt wurde.

## Handlung
Paul Kemp ist Mediator und damit Ansprechpartner für die Probleme der Menschen, die ihn in seiner Praxis aufsuchen. Seine Klienten kommen mit ihren Angelegenheiten aus allen Gesellschaftsschichten. Doch so einfallsreich und wendig Paul Kemp mit den Konflikten der anderen umgeht, so schwer tut er sich mit den Konflikten in seinem Leben. Denn da scheint nach und nach alles aus dem Ruder zu laufen. So muss er mit der Affäre seiner Frau Ella zum Nachbarn Christian fertig werden, sich auf Wunsch seiner Mutter Franziska mit seinem Bruder Luis versöhnen und den pubertierenden Sohn Tim verstehen lernen. Zudem hat Paul Probleme mit seinem Praxispartner Mark Braun, der zuerst die Firma überschuldete und sich dann aus dem Staub macht. Aus einer Kurzzeitbeziehung zu Lisa wird eine Langzeit-Katastrophe. Und Pauls Ehefrau erfährt von einer Schwangerschaft, bei der sie nicht weiß, wer der Vater ist: ihr Ehemann oder der Lover?
Treue und hilfreiche Person an der Seite von Paul Kemp ist bei allen beruflichen wie privaten Schwierigkeiten seine Mitarbeiterin Brigitte Mitlehner. Hinzu kommt der etwas schrullige aber geniale Winkeladvokat Rudi Schober. Mit seiner Mitarbeiterin muss er im Laufe der Serie zu ihm ins Büro einziehen, nachdem seine Praxis vom Gerichtsvollzieher ausgeräumt und beschlagnahmt wird. Aber auch das löst Kemp mit viel Humor und es ist „alles kein Problem“.

## Episodenliste
| Nr. | Originaltitel      | Erstausstrahlung Österreich | Regie               |
| --- | ------------------ | --------------------------- | ------------------- |
| 1   | Lauter Lügen       | 3. Okt. 2013                | Harald Sicheritz    |
| 2   | Die Hölle sind wir | 10. Okt. 2013               | Harald Sicheritz    |
| 3   | Familienbande      | 17. Okt. 2013               | Harald Sicheritz    |
| 4   | Disharmonie        | 24. Okt. 2013               | Harald Sicheritz    |
| 5   | Spiel des Lebens   | 31. Okt. 2013               | Harald Sicheritz    |
| 6   | Freundschaft       | 7. Nov. 2013                | Harald Sicheritz    |
| 7   | Schwarz auf Weiß   | 14. Nov. 2013               | Sabine Derflinger   |
| 8   | Explosiv           | 21. Nov. 2013               | Sabine Derflinger   |
| 9   | Toleranz           | 28. Nov. 2013               | Sabine Derflinger   |
| 10  | Späte Rache        | 5. Dez. 2013                | Sabine Derflinger   |
| 11  | Kindeswohl         | 12. Dez. 2013               | Wolfgang Murnberger |
| 12  | Der letzte Wille   | 19. Dez. 2013               | Wolfgang Murnberger |
| 13  | Die Falle          | 19. Dez. 2013               | Wolfgang Murnberger |